# Ferania sieboldii
Ferania sieboldii is een slang uit de familie waterdrogadders (Homalopsidae).

## Naam en indeling
De wetenschappelijke naam van de soort werd voor het eerst voorgesteld door Hermann Schlegel in 1837. Oorspronkelijk werd de wetenschappelijke naam Homalopsis sieboldii gebruikt en de soort behoorde lange tijd tot het geslacht Enhydris, waardoor de verouderde wetenschappelijke namen soms in de literatuur wordt gebruikt.
Het is de enige soort uit het monotypische geslacht Ferania. De soortaanduiding sieboldii is een eerbetoon aan de natuuronderzoeker Karl Theodor Ernst von Siebold (1804 - 1885).

## Uiterlijke kenmerken
De slang bereikt een lichaamslengte tot ongeveer 80 centimeter. Het lichaam is stevig gebouwd, de staat is kort en plat. De kop is kort en afgerond en is duidelijk te onderscheiden van het lichaam door de aanwezigheid van een insnoering. De slang heeft 27 tot 29 rijen schubben in de lengte op het midden van het lichaam, heel zelden 31 of 33. Er zijn 143 tot 158 schubben gelegen aan de buikzijde. Onder de staart zijn 43 tot 56 gepaarde schubben aanwezig, anale schub is ongepaard.

## Levenswijze
De slang is bodembewonend en leeft veel in en langs het water en in de modder. Op het menu staan kikkers en vissen. De vrouwtjes zetten levende jongen af, een worp bestaat gewoonlijk uit zeven juvenielen.

## Verspreiding en habitat
De soort komt voor in delen van Azië en leeft in de landen India, Nepal, Bangladesh, Myanmar, Maleisië. De habitat bestaat uit verschillende typen draslanden.

## Beschermingsstatus
Door de internationale natuurbeschermingsorganisatie IUCN is de beschermingsstatus 'veilig' toegewezen (Least Concern of LC).